# Tomás Quintino Antunes

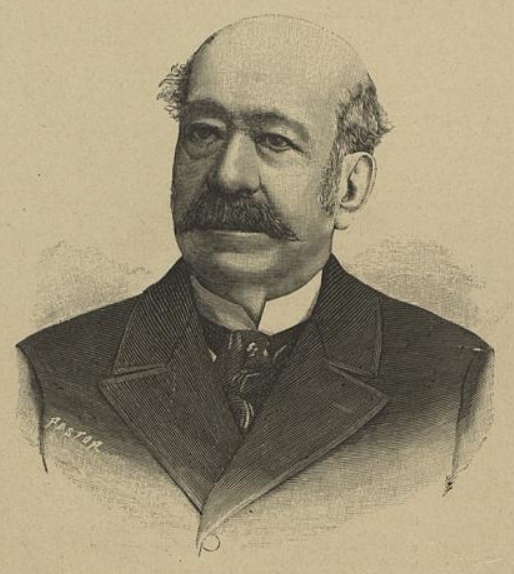
Quintino Antunes in O Occidente (1898)

Tomás Quintino Antunes (Lisboa, 1820 — Lisboa, 16 de Fevereiro de 1898), 1.º conde de São Marçal foi um empresário e jornalista português.

Dono da "Tipografia Universal de Tomás Quintino Antunes", foi co-fundador, em conjunto com Eduardo Coelho, do Diário de Notícias de Lisboa.